# هيلدوفوك
الهيلدوفوك، أناس الهيلدو (بالإنجليزية: Huldufólk) هم الإلاف "elves" في الفلكلور الآيسلندى القديم. و ما زال كثير من الآيسلنديين يعتقدون بوجودهم في الحقيقة، حتى إنه عند الشروع في إقامة مشاريع في مواقع صخرية أو على مقرية من الصخور يُنبه القائمون عليها حتى لا تتحطم الصخور و التي يعتقد الآيسلنديون إن هؤلاء الإلاف يعيشون بها.
وفقاً لعقيدة هؤلاء الآيسلنديين لا يجوز إلقاء الصخور أو تحطيمها حتى لا يؤذى أحد الإلاف.
الإلاف جزء من الفلكور الشعبى لجزر الفارو أيضاً لكنهم يصفوهم بالعماليق - بعكس الآيسلنديين الذين يعتقدون بأنهم أقزام - وأنهم لا يرتدون إلا ملابس رمادية و إنهم ذوى شعور سوداء و يسكنون على التلال و إنهم يكرهون الكنائس و الصلبان و الكهرباء.
نال الإلاف شهرة واسعة مؤخراً خاصاً بعد النجاح الباهرة لروايات ج.ر.ر. تولكين حول الأرض الوسطى و أشهرها ثلاثية سيد الخواتم.